# You Can’t Sit with Us
You Can’t Sit with Us – singel polskiej piosenkarki Honoraty Skarbek i niemiecko-polskiego rapera Malika Montany. Singel został wydany 3 sierpnia 2023.
Nagranie otrzymało w Polsce status złotego singla, przekraczając liczbę 25 tysięcy sprzedanych kopii.

## Geneza utworu i historia wydania
Utwór napisali i skomponowali Honorata Skarbek, Mosa Ghawsi i Ivano Leonard Biharie, który również odpowiada za produkcję piosenki.
Singel ukazał się w formacie digital download 3 sierpnia 2023 w Polsce wydaniem własnym w dystrybucji My Music.

## Teledysk
Do utworu powstał teledysk w reżyserii Borysa Bernackiego, który udostępniono w dniu premiery singla za pośrednictwem serwisu YouTube.

## Lista utworów
- Digital download[2]

1. „You Can’t Sit with Us” – 2:24

## Notowania

### Pozycja na liście sprzedaży
| Kraj   | Lista (2023)             | Najwyższa pozycja |
| ------ | ------------------------ | ----------------- |
| Polska | OLiS – single w streamie | 28                |

## Certyfikaty
| Kraj          | Certyfikat  | Sprzedaż |
| ------------- | ----------- | -------- |
| Polska (ZPAV) | złota płyta | 25 000+  |